# Falacia naturalista
El término «falacia naturalista» es empleado, fundamentalmente, por quienes aceptan el no-naturalismo metaético, para nombrar la identificación de una propiedad moral con una propiedad natural.
George Edward Moore, en su obra Principia Ethica, acusa al naturalismo metaético (que sostiene que las propiedades morales son propiedades naturales) de incurrir en una falacia informal al confundir "lo que es" (lo que existe) con "el deber ser" (con "lo bueno"), y por ello pasar del pensamiento, que pudiera ser perfectamente correcto, de que todos los elementos "x" (siendo "x", por ejemplo, el placer), existen en la naturaleza, al de que los elementos "x" son "lo bueno" y conforman el conjunto de todo lo bueno. Por ello sostiene que se comete un error cuando se infiere que algo tiene una propiedad moral a partir de que ese algo tiene tal o cual propiedad natural. Por ejemplo, asumiendo que el placer es una propiedad natural, un naturalista podría sostener que las relaciones sexuales son buenas porque son placenteras. Sin embargo, Moore señala que para afirmar esto, primero se necesita mostrar que todo lo placentero es bueno, y esto requiere de un argumento que parece difícil de proveer. Pese al nombre de la falacia, quienes defienden su existencia pueden sostener que la misma parece poder extenderse más allá del naturalismo. Así, Moore sostiene también que una propiedad no moral puede identificarse o tener la misma extensión que una propiedad moral. De ese modo, las posiciones que apelan al voluntarismo teológico también incurrirían en tal falacia. 
La existencia de tal falacia puede ser rechazada por quienes no aceptan las posiciones realistas morales no-naturalistas.
No debe confundirse la llamada falacia naturalista con la falacia de apelación a lo natural, que sostiene que si algo es natural, es entonces bueno o correcto.

## Historia
Fue inicialmente planteada por el filósofo inglés Henry Sidgwick, aunque es más conocida gracias a su discípulo George Edward Moore, por usarla en su libro Principia Ethica de 1903. Describe el sesgo cognitivo de pensar que lo natural es inherentemente bueno, o que lo innatural es inherentemente malo.

## Descripción
Si bien suele creerse que se comete una falacia naturalista cada vez que se pretende fundamentar una proposición ética a partir de una definición del término "bueno" que lo identifique con una o más propiedades naturales (por ejemplo "placentero", "deseable", "más evolucionado", etc), realmente se comete esta falacia cuando se define "bueno" según una cualidad con la que general o incluso necesariamente se acompaña el objeto que en cuestión es bueno, sea aquella natural o no.
De este modo, muchos metafísicos también caerían en ella al afirmar que "lo bueno" es aquello que existe necesariamente, por tanto, aquello que de algún modo existe suprasensiblemente. Es obvio que esta cualidad de "existencia necesaria" no es una cualidad natural. No identifican, pues, "lo bueno" con nada natural, pero aun así cometen la falacia naturalista.
Lo fundamental de la misma no es igualar "bueno" con una propiedad natural, sino equipararla con cualquier propiedad sencillamente porque se acompañe, aparentemente, siempre de ella: sería como afirmar que porque todos los limones son siempre y necesariamente amarillos, decimos lo mismo cuando decimos "limón" que cuando decimos "amarillo". Moore hace esta analogía entre "lo bueno" y los colores, pues ambos son comprensibles solo si pertenecen ya al acervo conceptual del agente; esto es, son comprensibles sintética, no analíticamente: no son deducibles de ningún otro concepto, y no son explicables a quien no sabe qué son; de hecho es que no son explicables en absoluto, sencillamente sabemos lo que son, pero no podemos responder a "¿Qué es 'lo amarillo'?" o "¿Qué es 'lo bueno'?" Ante tal inquisición, sólo podemos dar respuestas extensivas, pero no intensivas: podemos decir "mira, por ejemplo, esto o aquello es bueno" o "esto o aquello es amarillo", pero no podemos dar un significado para ello.
De esta manera, "lo bueno" ha sido equiparado falazmente con cosas como "lo deseado", "lo que satisface un deseo" o "lo que existe necesariamente". La falacia consiste en pasar de una identidad de extensión (los sujetos a que refiere) a una de intensión (lo que significa); y con ella se obtiene la creencia de que podemos llegar a conclusiones éticas a través de conclusiones de otros estudios ajenos a la ética, como el estudio de la naturaleza, de lo deseado, de la voluntad, de la psique humana, o de la metafísica.
La falacia naturalista es muchas veces confundida con el problema del ser y el deber ser, que afirma que es imposible deducir proposiciones normativas a partir de proposiciones fácticas.

## Críticas
El hedonismo olvida que lo bueno es una cualidad irreductible, afirmando que el placer es bueno en sí mismo o como un fin. Aún en casos como el de Sidgwick quien señala que el bien formulado por los hedonistas es una cualidad irreductible, no alcanza a demostrar intuitivamente dicha cualidad.
Incluso aunque efectivamente el placer y solo el placer fuera bueno, aun así cabría preguntar ¿"Es el placer bueno"? Aunque la pregunta fuera absurda en el sentido de que todos sabríamos que sí, que efectivamente el placer siempre es bueno, que no hace falta preguntarse si lo es, la pregunta no sería absurda en sentido lógico, no sería una tautología, esto es, no sería lo mismo que preguntar ¿"Es el placer placentero"? Por tanto, si somos capaces de diferenciar la pregunta ¿"Es el placer bueno"? de ¿"Es el placer placentero"? Salta a la vista que aunque el placer sea siempre, y sólo ello, bueno, "bueno" no es lo mismo que "placentero". 